# Stemmiulus drymophilus
Stemmiulus drymophilus är en mångfotingart som beskrevs av Chamberlin 1923. Stemmiulus drymophilus ingår i släktet Stemmiulus och familjen Stemmiulidae. Inga underarter finns listade i Catalogue of Life.